# Лозова змия
Лозовите змии (Thelotornis kirtlandii) са вид влечуги от семейство Смокообразни (Colubridae).
Разпространени са в Екваториална Африка.
Таксонът е описан за пръв път от американския зоолог Едуард Хелоуел през 1844 година.